# Dschalaluddin Haqqani
Dschalaluddin Haqqani (paschtunisch جلال الدين حقاني DMG Ǧalāl ud-Dīn Ḥaqqānī; persisch جلال‌الدین حقانی; geboren 1939; gestorben 3. September 2018) war ein afghanischer Mudschahedin bzw. Islamist und der Anführer des Haqqani-Netzwerkes, als Bestandteil der Taliban.

## Leben
Er war Paschtune vom Stamm der Zadran. Während des Widerstands der Mudschahedin gegen die Sowjetunion in den 1980er Jahren war er als ein Anführer im bewaffneten Kampf von den Vereinigten Staaten und ihren damaligen regionalen Verbündeten, allen voran Pakistan, unterstützt worden. Er pflegte enge Beziehungen sowohl zu al-Qaida als auch zu Pakistans Geheimdienst. Er war Justizminister des offiziell von 1992 bis 2001 existierenden Islamischen Staates Afghanistan, schloss sich 1995 der Taliban an und soll die zweitwichtigste Person der Taliban nach Mohammed Omar gewesen sein. Trotz ihres brutalen Rufs galten die Haqqanis unter Führung von Dschalaluddin Haqqani offiziell als Pragmatiker. In den 1990er Jahren beklagte sich Jalaluddin Haqqani etwa über die Haltung vieler seiner Weggefährten gegenüber Mädchenschulen und sprach sich etwa für deren Öffnung aus. Der US-Kongressabgeordnete der Demokratischen Partei Charlie Wilson bezeichnete den Kommandeur Haqqani als das „personifizierte Gute“. Haqqani war dagegen nach 9/11 2001 die Nummer 3 in der „Wanted“-Liste der USA.
Nachdem die NATO, angeführt von den USA, im Oktober 2001 in Afghanistan einmarschierte, ging Jalaluddin Haqqani mitsamt seiner Familie wieder in den Widerstand.
Im September 2018 bestätigte seine Familie gegenüber Journalisten seinen Tod nach längerer, nicht näher genannter Krankheit. Seine Nachfolge übernahm Sohn Siradschuddin Haqqani.